# 나가토모토야마역
나가토모토야마역(일본어: 長門本山駅)은 일본 야마구치현 산요오노다시에 위치한 서일본 여객철도 오노다 선 모토야마 지선의 철도역이다. 단선 승강장 1면 1선의 구조를 갖춘 지상역이다.

## 이용 현황
| 승차 인원 추이 | 승차 인원 추이 |
| 연도           | 1일 평균       |
| -------------- | -------------- |
| 1999           | 80             |
| 2000           | 63             |
| 2001           | 56             |
| 2002           | 89             |
| 2003           | 47             |
| 2004           | 33             |
| 2005           | 26             |
| 2006           | 21             |
| 2007           | 23             |
| 2008           | 23             |
| 2009           | 22             |
| 2010           | 20             |
| 2011           | 15             |
| 2012           | 19             |
| 2013           | 20             |
| 2014           | 22             |

## 역 주변
- 류오 산
- 류오 산 공원
- 산요오노다 시 모토야마 공민관

## 역사
- 1937년 1월 21일 : 우베 전기 철도의 노선으로서 현재의 모토야마 지선에 해당하는 구간 개업 때에, 모토야마역으로서 개업.
- 1941년 11월 29일 : 우베 철도로 합병. 동시에 나가토모토야마역으로 개칭.
- 1943년 5월 1일 : 우베 철도가 국유화되어, 일본국유철도의 역이 됨.
- 1987년 4월 1일 : 일본국유철도 분할 민영화에 의해, 서일본 여객철도가 승계.

## 인접 역
| 서일본 여객철도 오노다 선 | 서일본 여객철도 오노다 선 | 서일본 여객철도 오노다 선 |
| ------------------------- | ------------------------- | ------------------------- |
| 하마고치 스즈메다 방면    | ■ 모토야마 지선           | 시·종착역                 |